# 부채담보부증권
부채담보부증권(負債擔保附證券, collateralized debt obligation, CDO)이란 금융기관이 보유한 대출채권이나 회사채등을 한데 묶어 유동화시킨 신용파생상품을 말한다.

## CDO의 종류
다음의 글은 한국거래소에서 작성된 ‘부채담보부증권(CDO) 시장을 중심으로 본 세계 금융위기 파급 과정’을 기반으로 작성되었다.

### 전통적 CDO (Cash CDO)
금융기관은 자신들이 보유한 대출채권이나 회사채 등을 특수목적기구(SPC: Special Purpose Company)에 이전하고 이를 담보로 SPC가 증권(CDO)을 발행한다. 이 때 자산의 소유권은 원래의 자산 보유자로부터 SPC에 완전히 이전된다. CDO 발행 이전에는 담보물로부터 발생하는 이자 등의 수입은 Originator인 은행과 금융기관에 속했으나, CDO 발행 이후에는 이 수입들이 SPC에 귀속된다.
SPC는 담보물을 재분류하여 Senior tranche, Mezzanine tranche, Equity tranche등으로 나누어 CDO를 발행하여 투자자를 모집한다. SPC는 발행한 증권에 대해 정기적으로 이자를 지급하고 원리금을 상환한다.

### 합성 CDO
합성 CDO는 보통 CDS(Credit Default Swap)를 담보로 하여 CDO가 발행되는 구조를 지닌다. 투자은행이 CDO를 만들어 다른 금융기관에게 매각할 때 위험부분만을 따로 떼어내서 CDS를 별도로 만들어서 일정 보증료를 지불하고 다른 금융기관에게 보증에 대한 책임을 맡긴다. 합성 CDO는 준거자산의 소유권이 원래의 자산보유자의 장부에 그대로 남아있고 해당자산의 신용위험만을 신용파생상품을 통해 다른 투자주체에게 전가시키는 구조를 갖는다. 여기서 신용파생상품으로는 CDS, EDS(Equity Default Swap)그리고 TRS(Total Return Swap)등 다양한 상품이 이용된다.
전통적 CDO의 경우 준거자산에서 발생하는 원리금이 SPC가 발행하는 CDO의 상환재원으로 이용되는 반면, 합성 CDO는 신용파생상품의 수수료와 CDO발행대금으로 상환재원을 충당하게 된다.
준거자산 보유자는 자산 손실의 3%이상에 대한 CDS 보장을 매입하여 CDS 프리미엄을 SPC에게 지불한다. 즉 SPC는 준거자산의 소유권을 갖지 못하고 단지 자산보유자의 CDS파트너가 되어 준거자산 3%이상의 신용위험을 떠안아 채무불이행시 지급을 보장해준다. SPC는 자산 보유자와의 CDS 계약을 담보로하여 CDO를 발행한다. 처음부터 3%의 손실은 CDS가 보장해주지 않으므로 CDO 투자자는 담보자산 원금의 97%만을 SPC에 지급한다.
SPC는 자산을 보유하지 않으므로 발행한 CDO의 쿠폰지급이나 원금상환에 있어 자금이 부족하다. 그러나 합성 CDO는 투자자의 투자원금형태의 현금흐름(원금의 97%)을 갖게 되므로 SPC는 이 자금을 초우량 저위험 자산(AAA asset)에 투자한다. 이 투자자산에서 얻는 투자수익은 CDO 투자자에게 주어야 할 원금상환이나 채무불이행시 주어야 할 CDS 보장 비용에 충당된다.

### 기타 CDO
CDO의 발행이 증가하면서 기존에 발행된 CDO들을 담보로 하여 또 다른 CDO를 발행하는 CDO 스퀘어드(CDO squared, CDO2)가 등장하였다. SPC는 3가지 종류의 CDO를 발행하여 조달한 자금으로 다른 CDO 발행자로부터 CDO 채권을 매입한다. 매입한 CDO로부터 받는 쿠폰수입에서 각종 수수료를 제한 후 CDO 투자자들에게 쿠폰을 지급한다. 만일 준거자산의 CDO가 채무불이행이 된다면, SPC는 해당 금액만큼 손해를 보게 되고 이 손해는 고스란히 CDO2의 투자자들에게 전가되는데 이 때도 역시 후순위에서 선수위 채권 투자자 순으로 그 손실이 전가된다.
일반적으로 CDO2는 다른 자산과의 상관관계가 낮고 변동성도 적어 언뜻 보기엔 투자자들에게 매력적인 상품으로 보이나 신용파생상품들간에 겹치는 문제(Overlap problem)가 발생할 수 있다. CDO2는 다른 CDO의 위험을 재분배하고 연이어 준거자산의 신용위험을 재분배하는데, 이런 경우가 여러번 반복되면 동일한 준거자산의 신용위험이 CDO2에 여러차례 반영되는 경우가 생길 수 있다. 따라서 기초자산에 채무불이행 사태가 발생하면 하나이상의 신용파생상품의 효과를 낳아 그 손실 규모가 급속도로 커질 수 있다. 심지어 시장에서 해당 CDO2의 유동성까지 낮은 상태라면 더욱 심각한 문제를 낳게 된다.

## 사용목적
1. 금융기관의 재무제표 개선
2. 차익거래

합성 CDO 가운데 재무제표 개선을 위한 Balance sheet CDO가 초기에는 지배적이었으나 2002년부터는 차익거래목적의 Arbitrage CDO가 급격히 증가하였다.

## 같이 보기
- 자산유동화
- 자산유동화증권 (ABS)
- 주택저당증권(MBS)
- 서브프라임 모기지 사태